# Meroles suborbitalis
Meroles suborbitalis là một loài thằn lằn trong họ Lacertidae. Loài này được Peters mô tả khoa học đầu tiên năm 1869.